# 埃米尔·齐奥朗
埃米爾·米哈伊·蕭沆（羅馬尼亞語：Emil Mihai Cioran，1911年4月8日—1995年6月20日），羅馬尼亞旅法哲人，二十世紀懷疑論、悲觀主義重要思想家，有羅馬尼亞語及法語創作格言、斷章體哲學著述傳世，以文辭精雅新奇、思想深邃激烈見稱。

## 生平

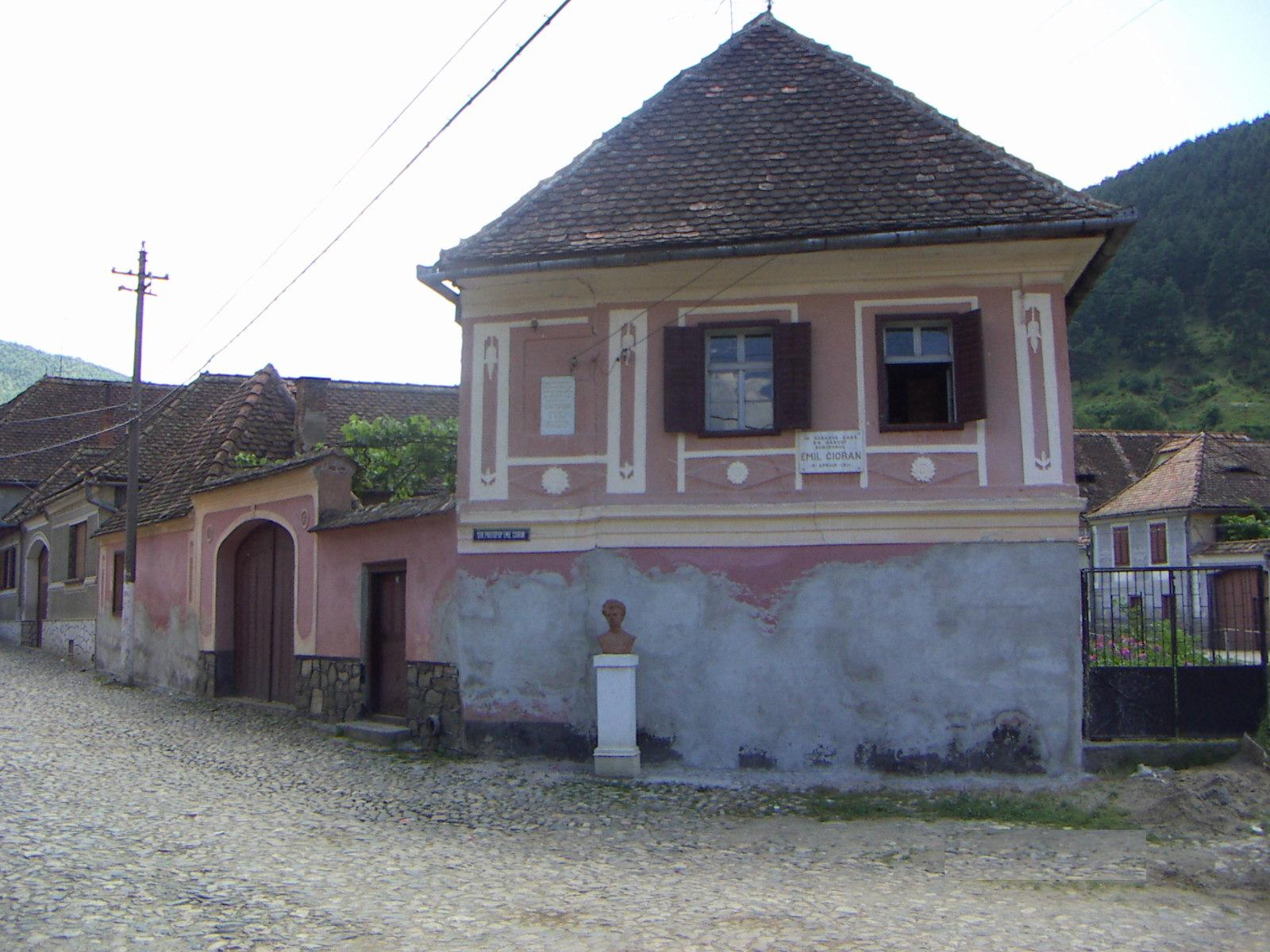
羅馬尼亞小山村中蕭沆故居

E.M.蕭沆屬天才早熟型、詩人氣質哲學家。入讀布加勒斯特大學期間，博覽群書，尤其深受叔本華、尼采、舍斯托夫、杜斯妥也夫斯基等人影響。二十一歲完成第一部哲學斷章集《在絕望之巔》（1934）以後，連續數年以羅馬尼亞文撰著多部作品，文風犀利、思想獨特，令人側目。在一度留德之後，三十年代後期遊學法國，並繼續母語創作。後因歐洲時政變化，滯留巴黎，遂選擇定居於此 。自四十年代中期開始，逐漸反省自己早年親納粹唯生命論思想，後決意與自己的過去決裂，放棄母語，轉以法文從事思考寫作。一九四七年完成的第一部法文作品《解體概要》，幾經修改，於一九四九年發表，旋即獲頒獎助外國作家法文創作的里瓦羅爾（RIVAROL）獎。此為E.M.蕭沆一生唯一一次接受文學獎。
此後四十年間，蕭沆創作多部法語哲學作品。儘管在相當時期裡，蕭沆的巴黎生活處於邊緣化的狀態，其作品也只維持在小眾範圍傳播，卻一直深受論者好評，不乏熱切擁躉。六、七十年代中，德、英、日、西語譯本漸多，在彼時方興未艾的叛逆思潮中，影響深廣。而八十年代以來，其人其書經蘇珊·桑塔格等人介紹，則漸為大眾熟知。
蕭沆一九九五年於巴黎辭世。

## 風格與評論

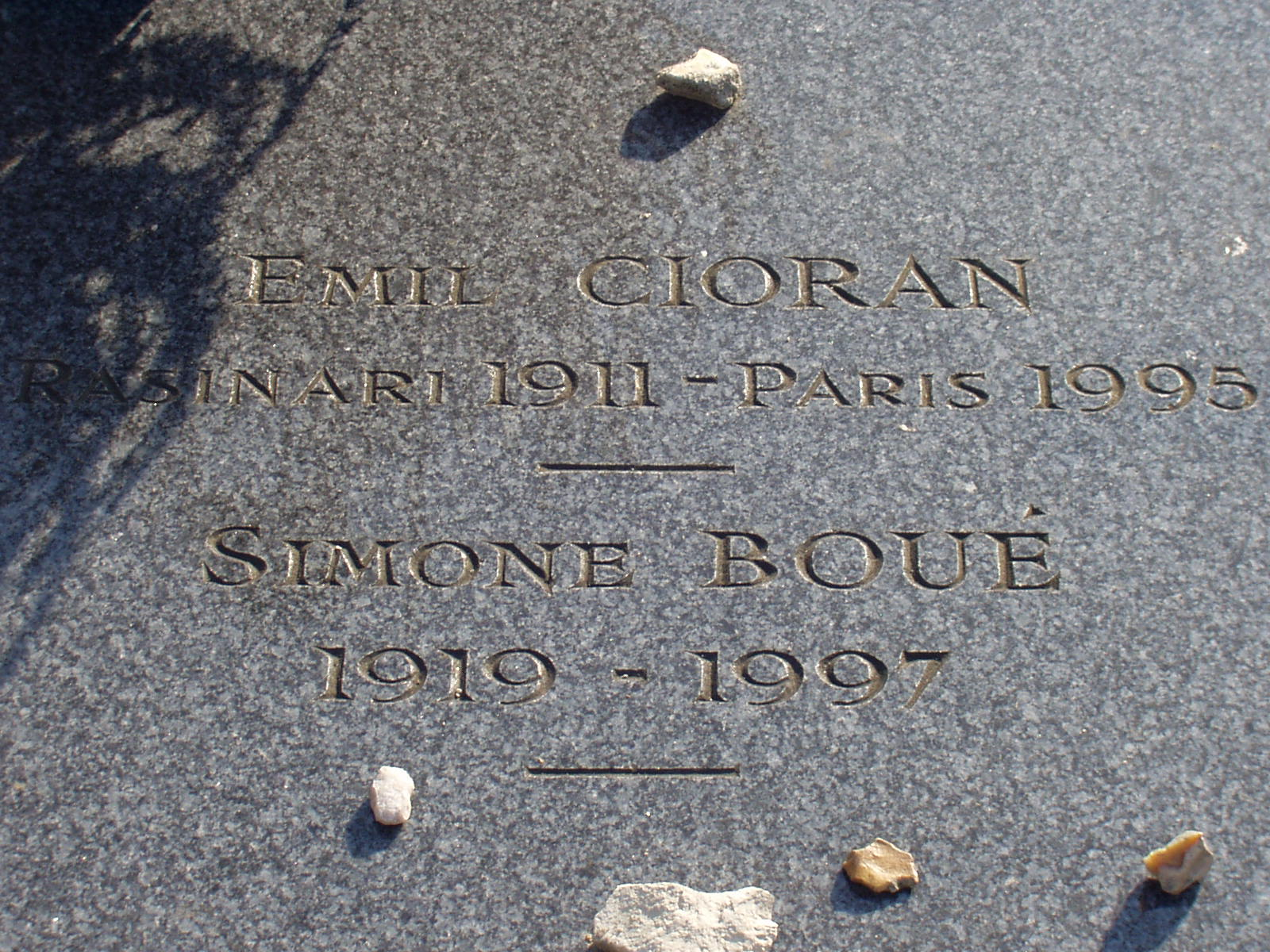
蕭沆之墓

蕭沆的作品圍繞對存在之虛妄與困頓的反思展開，充滿悲觀主義、懷疑主義，甚至是虛無主義論調；對人世磨難與苦痛，有極為敏銳深刻的觀察體認，因而呈現為一種極端的清醒，以致幾近凶狠的態度；而同時，其文筆旨趣之新穎考究，遣詞造句之暴戾刻毒，則構成了他特殊的行文與運思風格，備受推崇。如1960年諾貝爾文學獎得主、法國詩人聖瓊·佩斯便認為蕭沆：「是梵樂希之後，最偉大的法文作家之一，足令法文增輝。」
蕭沆在多年後為《解體概要》撰寫的一篇介紹文章裡，曾這樣坦白說：「我跟那些神秘論者混再久也無濟於事，在內心深處，我從來便是站在魔鬼一邊的：可因為無法跟牠的威力媲美，於是我至少盡力通過自己的無禮、尖酸、專橫與任性來使自己無愧於牠。」而旅居美國的羅馬尼亞知名作家諾爾曼·馬尼亞，曾如此描述他：「他是一位傑出的反叛者，也是一位獨具懷疑精神的厭世者，一而再、再而三地讓我們在人類存在的虛無當中驚醒過來。」

## 作品

### 羅馬尼亞文
- 《在絕望之巔》
- 《欺瞞之書》
- 《羅馬尼亞的變革》
- 《眼淚與聖徒》
- 《思想的黃昏》
- 《敗者的祈禱》

### 法文寫作
- 《解體概要》
- 《苦澀三段論》
- 《存在之誘惑》
- 《歷史與烏托邦》
- 《墜入時間》
- 《惡質造物主》
- 《誕生之不便》
- 《撕裂》
- 《讚賞練習》
- 《供詞與詛咒》
- 《蕭沆作品集》
- 《筆記1957-1972》

## 延伸阅读
- Ornea, Z. . Bucharest: Fundației Culturale Române. 1995. ISBN 973-9155-43-X. OCLC 33346781.
- Wampole, Christy. (2012) "Cioran's Providential Bicycle." Revista Transilvania, January, pp. 51–54.